# اسقف‌نشین گلاستر
اسقف‌نشین گلاستر (انگلیسی: Diocese of Gloucester) بخشی تشکیل دهنده از استان کانتربری کلیسای انگلستان در کشور انگلستان است. این اسقف‌نشین که در سال ۱۵۴۱ میلادی تاسیس شده است شامل ۳۹۶ کلیسا می‌باشد و مرکز آن کلیسای جامع گلاستر است.